# 정영로
정영로 (Jeongyeong-ro)는 광주시 퇴촌면 에서 양평군 강하면 영동교 를 잇는 도로이다 

## 주요경유지
- 광주시 (퇴촌면) - 양평군 (강하면)

## 노선
| 이름          | 접속 노선                          | 소재지 | 소재지 | 비고                        |
| ------------- | ---------------------------------- | ------ | ------ | --------------------------- |
| (이름없음)    | 지방도 제325호선 (산수로)          | 광주시 | 도척면 | 지방도 제338호선구간        |
| 도수3교       |                                    | 광주시 | 도척면 | 지방도 제338호선구간        |
| 관음사거리    | 국가지원지방도 제88호선 (천진암로) | 광주시 | 도척면 | 지방도 제338호선구간        |
| 염치고개      |                                    | 광주시 | 도척면 | 국가지원지방도 제88호선구간 |
| 영동교        |                                    | 광주시 | 도척면 | 국가지원지방도 제88호선구간 |
|               | 양평군                             | 강하면 |        | 국가지원지방도 제88호선구간 |
| 왕창로와 직결 |                                    |        |        |                             |

## 주요 시설및 건물
- SK에너지 직영 퇴촌주유소 (정영로 378/도수리 266-9)
- SK에너지 성림에너지 태원가스충전소 (정영로 414/도수리 179-2)
- 알뜰 탑선주유소 (정영로 518/도수리 122-3)
- GS칼텍스 그린랜드주유소 (정영로 798/영동리 459)
- SK에너지 영동주유소 (정영로 894/영동리 238-7)